# Ina (Ibaraki)

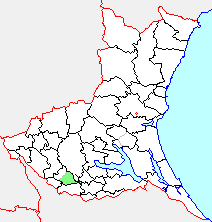
Ina dans la préfecture d'Ibaraki.

Pour les articles homonymes, voir Ina (homonymie).
Ina (伊奈町, Ina-machi) était un bourg situé dans le district de Tsukuba (préfecture d'Ibaraki), au Japon.

## Géographie

### Démographie
En 2003, le bourg d'Ina avait une population estimée à 25 037 habitants, répartis sur une superficie de 45,54 km2 (densité de population de 580 hab./km2).

## Histoire
Le bourg d'Ina fut fondé le 1er avril 1889. Le 27 mars 2006, il a fusionné avec le village voisin de Yawara, pour former la ville nouvelle de Tsukubamirai.